# Campeonato Paraguaio de Futebol de 1996
O Campeonato Paraguaio de Futebol de 1996 foi o octagésimo sexto torneio desta competição. Participaram treze equipes. O Club Cerro Corá foi rebaixado. O campeão e o vice do torneio representaria o Paraguai na Copa Libertadores da América de 1997. O terceiro clube melhor pontuado classificaria para a Copa Conmebol (1997). Foi o primeiro torneio do campeonato a se utilizar do sistema de Apertura e Clausura, porém, com uma final com o vencedor do Apertura e o vencedor do Clausura.
| Equipe                    | Cidade               | Departamento     | No ano anterior                                                      | Estádio                         | Capacidade | Títulos                                                 | Participações |
| ------------------------- | -------------------- | ---------------- | -------------------------------------------------------------------- | ------------------------------- | ---------- | ------------------------------------------------------- | ------------- |
| Club Cerro Porteño        | Assunção             | Distrito Capital | Vice Campeão                                                         | Estádio General Pablo Rojas     | 32.910     | 23 (último em 1994)                                     | 79            |
| Club Guaraní              | Assunção             | Distrito Capital | Lugar                                                                | Estádio Rogelio Livieres        | 6.000      | 9 (1906,1907, 1921, 1923, 1949, 1964, 1967, 1969, 1984) | 85            |
| Club Olimpia              | Assunção             | Distrito Capital | Campeão                                                              | Estádio Manuel Ferreira         | 15.000     | 35 (último em 1995)                                     | 86            |
| Club Libertad             | Assunção             | Distrito Capital | Lugar                                                                | Estádio Dr. Nicolás Leoz        | 10.000     | 7 (1910, 1920, 1930,1943, 1945, 1955, 1976 )            | 82            |
| Club Sportivo Luqueño     | Luque                | Central          | Lugar                                                                | Estádio Feliciano Cáceres       | 25.000     | 2 (1951,1953)                                           | 62            |
| Sol de América            | Villa Elisa          | Central          | Lugar                                                                | Estádio Luis Alfonso Giagni     | 5.000      | 2 (1986, 1991)                                          | 80            |
| Club Atlético Colegiales  | Assunção             | Distrito Capital | Lugar                                                                | Estádio Luciano Zacarías        | 15.000     | 0 (não possui)                                          | 14            |
| Club Nacional             | Assunção             | Distrito Capital | Lugar                                                                | Estádio Arsenio Erico           | 4.000      | 6 (1909, 1911, 1924, 1926, 1942, 1946)                  | 83            |
| Club Presidente Hayes     | Assunção             | Distrito Capital | Lugar                                                                | Estádio Kiko Reyes              | 5.000      | 1 (1952)                                                | 47            |
| Club Sport Colombia       | Fernando de la Mora  | Central          | Lugar                                                                | Estádio Alfonso Colmán          | 7.000      | 0 (não possui)                                          | 11            |
| Deportivo Humaitá         | Mariano Roque Alonso | Central          | Lugar                                                                | Estádio Pioneros de Corumbá Cué | 7.000      | 0 (não possui)                                          | 3             |
| Club Sportivo San Lorenzo | San Lorenzo          | Central          | Lugar                                                                | Estádio Cidade Universitária    | 3.000      | 0 (não possui)                                          | 23            |
| Club Atlético Tembetary   | Ypané                | Central          | Campeão do Campeonato Paraguaio de Futebol de 1995 - Segunda Divisão | Estádio de Ypané                | 4.000      | 0 (não possui)                                          | 15            |

## Premiação
| Campeonato Paraguaio 1996 Primeira Divisão |
| Assunção                                   |
| ------------------------------------------ |
| Club Cerro Porteño Campeão (24º título)    |